# طلوع الشمس من مغربها
طلوع الشمس من مغربها (في الإسلام) هي إحدى علامات الساعة الكبرى التي يؤمن المسلمون أنها ستقع قبل يوم القيامة. فهو حدث عظيم يدل ظهورها على قرب القيامة، وبقاء زمن قصير لوقوعه. وهو تغير مفاجئ في نظام حركة الأفلاك يشاهده الكبير والصغير. وذلك أن الناس في صباح ذلك اليوم، وبينما ينتظرون إشراق الشمس وطلوعها من مكانها المعتاد من الشرق كما هو حالها منذ خلقها الله، إذ بها تطلع من الغرب، وعندها يُغْلَقُ باب التوبة حسب معتقد المسلمين.
وطلوع الشمس من مغربها علامة من عشر علامات للساعة الكبرى، وسُمِّيت بالكبرى لأن ظهور علامة واحدة من هذه العلامات العشر يعني إقفال باب التوبة، فلا ينفع وقتها التوبة من الذنوب أو القيام بالأعمال الصالحة إلا لمن اعتاد فعلها قبل ذلك.
وبيَّن النبي محمد علامات الساعة الكبرى في الحديث:
| طلوع الشمس من مغربها | عن حذيفة بن أسيد الغفاري قال: اطلع النبي ﷺ إلينا ونحن نتذاكر فقال: ما تذاكرون؟ قالوا: نذكر الساعة، قال: إنها لن تقوم حتى تروا قبلها عشر آيات. فذكر الدخان والدجال والدابة، وطلوع الشمس من مغربها، ونزول عيسى بن مريم، ويأجوج ومأجوج، وثلاثة خسوف: خسف بالمشرق، وخسف بالمغرب، وخسف بجزيرة العرب، وآخر ذلك نار تطرد الناس إلى محشرهم. | طلوع الشمس من مغربها |

ويرى علماء الإسلام أن طلوع الشمس من مغربها هي أول أو ثاني علامة من علامات الساعة الكبرى استنادا لقول النبي محمد:
| طلوع الشمس من مغربها | إنَّ أوَّلَ الآياتِ خُروجًا طلوعُ الشَّمسِ من مغربِها أو الدَّابَّةُ على النَّاسِ ضُحًى، فأيَّتُهما كانت قبل صاحبتِها، فالأخرَى على أثرِها. | طلوع الشمس من مغربها |

## الأدلة على وقوع الحدث

### من القرآن
قال تعالى: ﴿هَلْ يَنْظُرُونَ إِلَّا أَنْ تَأْتِيَهُمُ الْمَلَائِكَةُ أَوْ يَأْتِيَ رَبُّكَ أَوْ يَأْتِيَ بَعْضُ آيَاتِ رَبِّكَ يَوْمَ يَأْتِي بَعْضُ آيَاتِ رَبِّكَ لَا يَنْفَعُ نَفْسًا إِيمَانُهَا لَمْ تَكُنْ آمَنَتْ مِنْ قَبْلُ أَوْ كَسَبَتْ فِي إِيمَانِهَا خَيْرًا قُلِ انْتَظِرُوا إِنَّا مُنْتَظِرُونَ ۝١٥٨﴾، في هذه الآية لم يذكر الله هذه العلامة مباشرة، لكن الرسول ﷺ أخبر بأن طلوع الشمس من مغربها، هي إحدى ثلاث إذا خرجن لن ينفع نفسا إيمانها لم تكن آمنت من قبل، لذلك ثبتت الآية على العلامة.

### من الأحاديث
- عن أبي هريرة  أن رسول الله ﷺ قال: | طلوع الشمس من مغربها | ثلاث إذا خرجن لا ينفع نفسا إيمانها لم تكن آمنت من قبل، أو كسبت في إيمانها خيرا: طلوع الشمس من مغربها، والدجال ودابة الأرض. | طلوع الشمس من مغربها |
- عن أبي هريرة  أن النبي ﷺ قال: | طلوع الشمس من مغربها | لا تقوم الساعة حتى تطلع الشمس من مغربها، فإذا طلعت فرآها الناس آمنوا أجمعون، فذلك حين لا ينفع نفس أو كسبت في إيمانها خيرا، ولتقومن الساعة وقد نشر الرجلان ثوبهما بينهما فلا يتباعيانه ولا يطويانه، ولتقومن الساعة وقد انصرف الرجل بلبن لقحته فلا يطعمه، ولتقومن الساعة وهو يليط حوضه فلا يسقي فيه، ولتقومن الساعة وقد رفع أكلته إلى فيه فلا يطعمها. | طلوع الشمس من مغربها |
- عن أبي ذر  أن النبي ﷺ قال: | طلوع الشمس من مغربها | أتدرون أين تذهب الشمس؟ قالوا: الله أعلم ورسوله؟ قال: إن هذه تجري حتى تنتهي إلى مستقرها تحت العرش، فتخر ساجدة، فلا تزال كذلك حتى يقال لها: إرتفعي، إرجعي من حيث جئت، فترجع فتصبح طالعة من مطلعها، ثم تجري حتى تنتهي إلى مستقرها تحت العرش، فتخر ساجدة، ولا تزال كذلك حتى يقال لها: إرتفعي، إرجعي من حيث جئت، فترجع فتصبح طالعة من مطلعها، ثم تجري لا يستنكر الناس منها شيئا، حتى تنتهي إلى مستقرها ذاك تحت العرش فيقال لها إرتفعي، أصبحي طالعة من مغربك، فتصبح طالعة من مغربها فقال ﷺ : أتدرون متى ذاكم؟ ذاك حين لا ينفع نفسا إيمانها لم تكن آمنت من قبل أو كسبت في إيمانها خيرا. | طلوع الشمس من مغربها |
- عن عبد الله بن عمرو  أن النبي ﷺ قال: | طلوع الشمس من مغربها | إن أول الآيات خروجا، طلوع الشمس من مغربها وخروج الدابة على الناس ضحى وأيهما ما كانت قبل صاحبتها فالأخرى على أثرها قريبا. | طلوع الشمس من مغربها |

### الأمر بالمبادرة بالأعمال
أمر النبي ﷺ بالمبادرة بالأعمال والعبادات لأن باب التوبة سيقفل. وفي حديث أبي هريرة أن النبي صلى الله عليه وسلم قال: 
| طلوع الشمس من مغربها | بادروا بالأعمال ستا: طلوع الشمس من مغربها أو الدخان أو الدجال أو الدابة أو خاصة أحدكم أو أمر العامة. | طلوع الشمس من مغربها |